# Eialete de Mossul
```
   |-
       |
Erro:
:  
valor não especificado para "
nome_comum
"

   |-
       | 
Erro:
:  
valor não especificado para "
continente
"
```

O Eialete de Mossul (Turco Otomano: ا Eyالت موصل; Eyālet-i Mūṣul) era um eialete do Império Otomano. Sua área relatada no século XIX era de 20 000 km2. O eialete era em grande parte habitado por Curdos.

## História
O Sultão Selim I derrotou o exército do Xá Ismail na Batalha de Çaldiran, mas foi somente em 1517 que os exércitos Otomanos tomaram o controle de Mossul, que permaneceu uma cidade fronteiriça até á captura de Bagdá em 1534. O eialete foi estabelecido em 1535. Mosul tornou-se então uma das três unidades territoriais administrativas Otomanas do Iraque.

## Divisões administrativas
Sanjacos do Eialete de Mossul no século XVII:
1. Sanjaco de Bajwanli
2. Sanjaco de Ticrite
3. Sanjaco de Mossul (Nínive)
4. Sanjaco de Harú